# Bridgend (stacja kolejowa)
Bridgend – stacja kolejowa w Bridgend, w Walii, w Wielkiej Brytanii. Znajduje się w połowie drogi pomiędzy Swansea i Cardiff Central. Krzyżują się tu linie Maesteg Line, South Wales Main Line oraz Vale of Glamorgan Line z Cardiff przez Barry i Llantwit Major. Jest to piąta najbardziej ruchliwa stacji w Walii po Cardiff Central, Cardiff Queen Street, Swansea i Newport.